# Mafâtih al-'Olum
Mafâtih al-'Olum (les Clés des Sciences) est une encyclopédie écrite dans les années 976-997 par le savant iranien Abu-'Abdollâh Mohammad Khuwârizmi.
L'ouvrage est constitué de deux volumes. Le premier traite de la loi, la jurisprudence, la dialectique, la prosodie et l'histoire. Le second volume traite de philosophie, logique, médecine, arithmétique, géométrie, astronomie, musique et mécanique.
Ce livre fait une recension du savoir existant dans le monde arabe de l'époque et aussi dans les pays voisins. En mathématiques, on y retrouve les travaux des Grecs Euclide, Nicomaque de Gérase, Héron d'Alexandrie... sans qu'il ne soit souvent fait mention des sources. 